# Claudia Giannotti
Claudia Giannotti (Campobasso, 19 febbraio 1937 – Torino, 26 luglio 2020) è stata un'attrice italiana.

## Biografia
Dopo aver esordito da bambina nel 1943 con una piccola parte nel film Nessuno torna indietro, di Alessandro Blasetti, si diplomò presso l'Accademia nazionale d'arte drammatica, debuttando quindi in palcoscenico nel 1961 con la compagnia di Andreina Pagnani in Il giardino dei ciliegi, e proseguendo poi la sua carriera con il Teatro Stabile dell'Aquila e il Teatro Stabile di Roma, e in molte altre importanti opere e produzioni teatrali, come L'uomo, la bestia e la virtù di Luigi Pirandello, Orestea e Utopia per la regia di Luca Ronconi, Pianola meccanica insieme a Marcello Mastroianni, Amleto ed Edipo re sotto la direzione di Gabriele Lavia.
Fu anche attrice cinematografica e televisiva partecipando, soprattutto tra la fine degli anni sessanta e l'inizio degli anni settanta, a film come Il prof. dott. Guido Tersilli primario della clinica Villa Celeste convenzionata con le mutue, Il divorzio, e allo sceneggiato Un certo Harry Brent, per poi proseguire la sua attività negli anni successivi anche come doppiatrice.
Per tutta la sua vita affiancò la carriera di attrice a quella di formatrice e pedagoga. Fu chiamata da Luca Ronconi ad insegnare alla scuola per attrici e attori del Teatro Stabile di Torino, fin dalla sua fondazione. Insegnò poi, parallelamente, alla scuola per attrici e attori del Piccolo Teatro di Milano.

## Vita privata
Fu moglie del doppiatore e attore Carlo Valli.
È morta a Torino il 26 luglio 2020, all'età di 83 anni, ed è stata sepolta nel cimitero di Campobasso, sua città natale.

## Filmografia parziale

### Cinema
- Nessuno torna indietro, regia di Alessandro Blasetti (1943)
- Il prof. dott. Guido Tersilli primario della clinica Villa Celeste convenzionata con le mutue, regia di Luciano Salce (1969)
- Il divorzio, regia di Romolo Guerrieri (1970)
- La cosa buffa, regia di Aldo Lado (1972)
- Rorret, regia di Fulvio Wetzl (1987)
- Artemisia - Passione estrema, regia di Agnès Merlet (1998)
- Amorfù, regia di Emanuela Piovano (2003)

### Televisione
- Un certo Harry Brent regia di Leonardo Cortese (1970)
- Ritratto di signora regia di Sandro Sequi (1975)
- Chi?, spettacolo abbinato alla Lotteria Italia (1976)
- Delitto all'isola delle capre, regia di Enrico Colosimo (1978)
- Quaderno proibito regia di Marco Leto (1980)
- Il bello delle donne regia di Maurizio Ponzi (2001)
- La squadra (registi vari) (2004)
- Il mostro di Firenze regia di Antonello Grimaldi (2009)

## Doppiaggio
- Romy Schneider in Il commissario Pelissier, È simpatico, ma gli romperei il muso, L'amante, Il cadavere dagli artigli d'acciaio, Trio infernale
- Maggie Smith in Camera con vista, Ladies in Lavender
- Phyllida Law in Gli amici di Peter, Io e Beethoven
- Ellen Burstyn in The Yards
- Elizabeth Wilson in La famiglia Addams
- Judy Parfitt in L’ultima eclissi
- Rosemarie Lindt in Il compagno don Camillo